# Ford Volante
Pour les articles homonymes, voir Ford (homonymie), Voiture volante et Aile volante.
La Ford Volante est un concept car futuriste de rêve de voiture volante-aile volante-drone, du constructeur automobile américain Ford, présentée en 1958,.

## Histoire
Ce concept car très futuriste de voiture-aile volante, inspiré de la forme d'un kazoo, capable de rouler, de voler, et de vol stationnaire, est construit et présenté en modèle réduit à l'échelle 3/8 par Ford en 1958. Inspiré de l'aéronautique, de l'aérospatiale, des drones, hélicoptères, et des soucoupe volante et vaisseau spatial de science-fiction des années 1950, il fait partie d'une série de concept-car de science-fiction de Ford et autres constructeurs de l'époque, avec entre autres les Ford FX-Atmos (1954), Ford Mystere (1955), Ford Nucleon (1958), Ford Levicar (1959), et Ford Gyron (1961),... 

## Propulsion
Inspiré des prototypes de l'armée américaine de l’époque Hiller VZ-1 Pawnee et autres De Lackner HZ-1 Aerocycle..., ce concept car peut voler de façon imaginaire grâce à trois rotors contrarotatifs (variante d'un quadrirotor) et peut être contrôlé dans toutes les directions par un système d'aubes latérales et longitudinales. Ce type de concept cars est toujours à l'étude avec entre autres les EHang (2014), Audi Pop.Up Next (2018) et autres CityAirbus (2018)...